# Leucocoprinus
Leucocoprinus là một chi nấm trong họ Agaricaceae. Loài điển hình là Leucocoprinus cepistipes. Chi này phân bố rộng rãi và gồm khoảng 40 loài.

## Hình ảnh

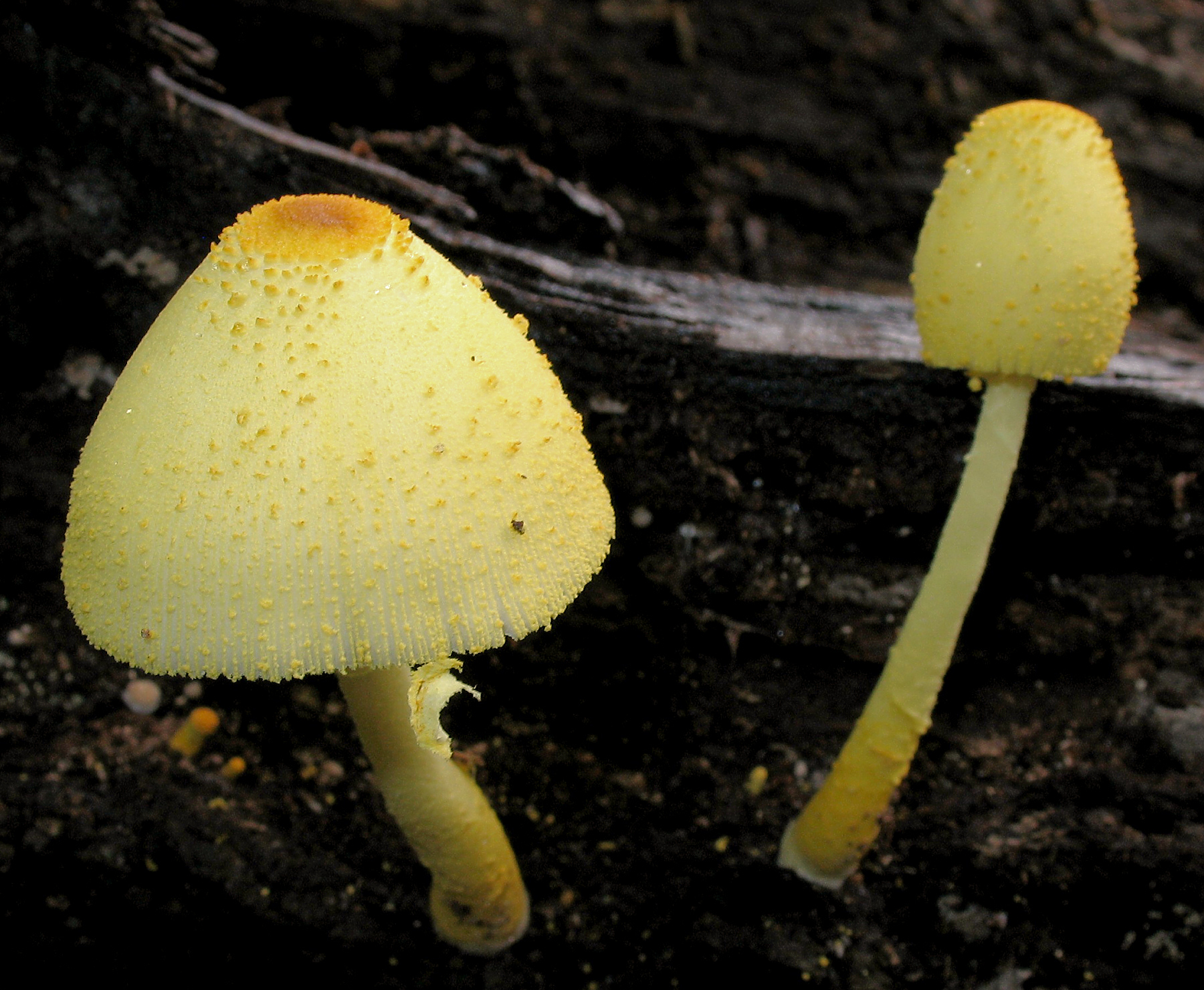
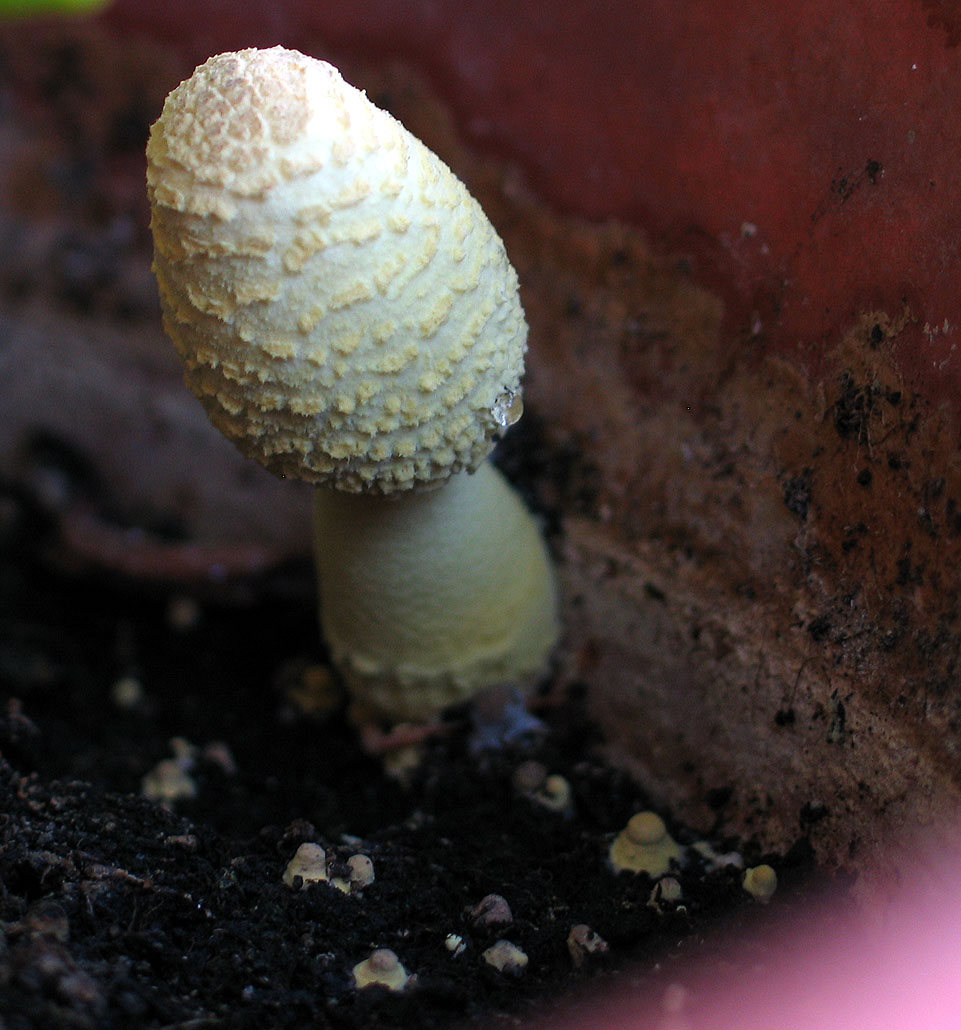
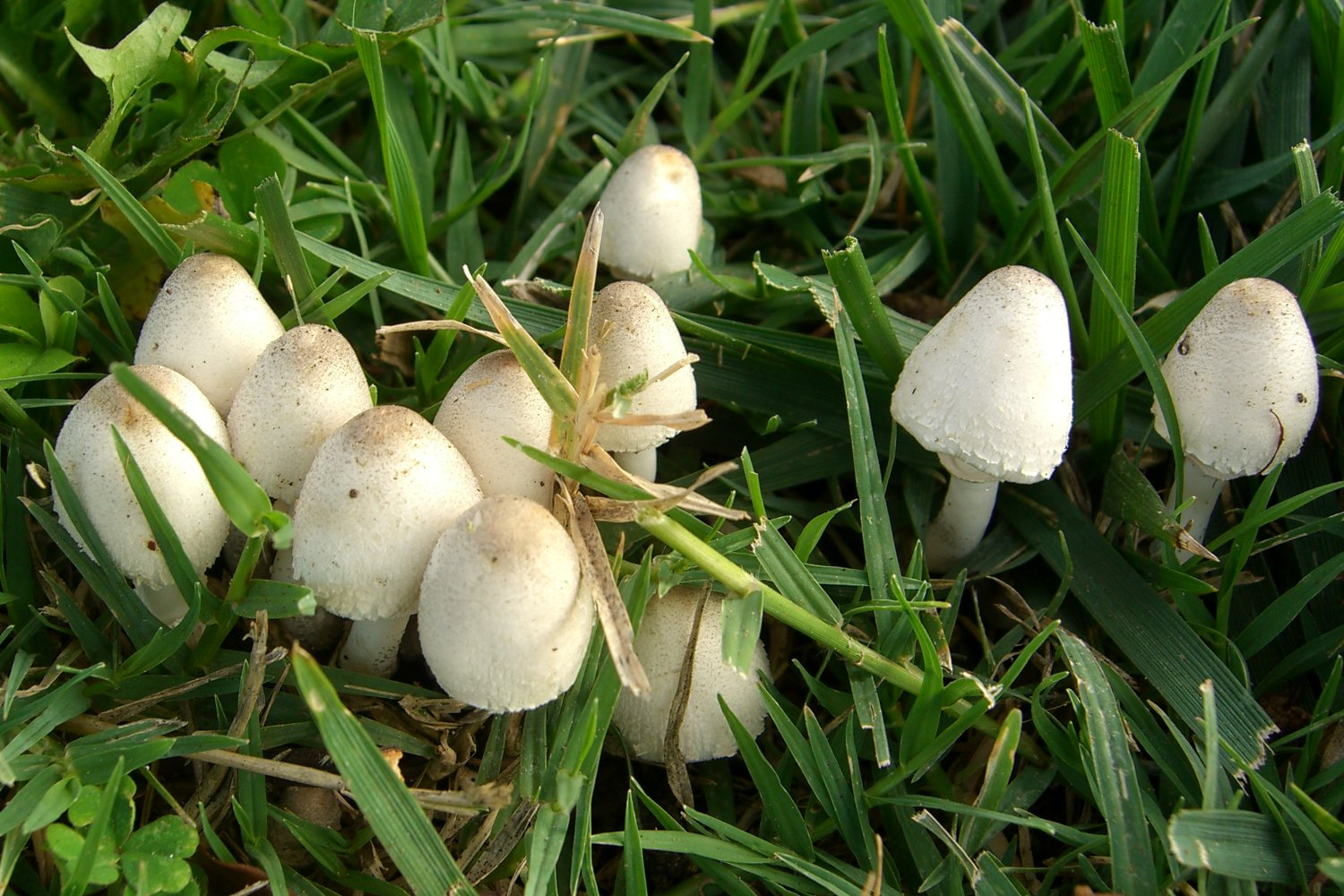
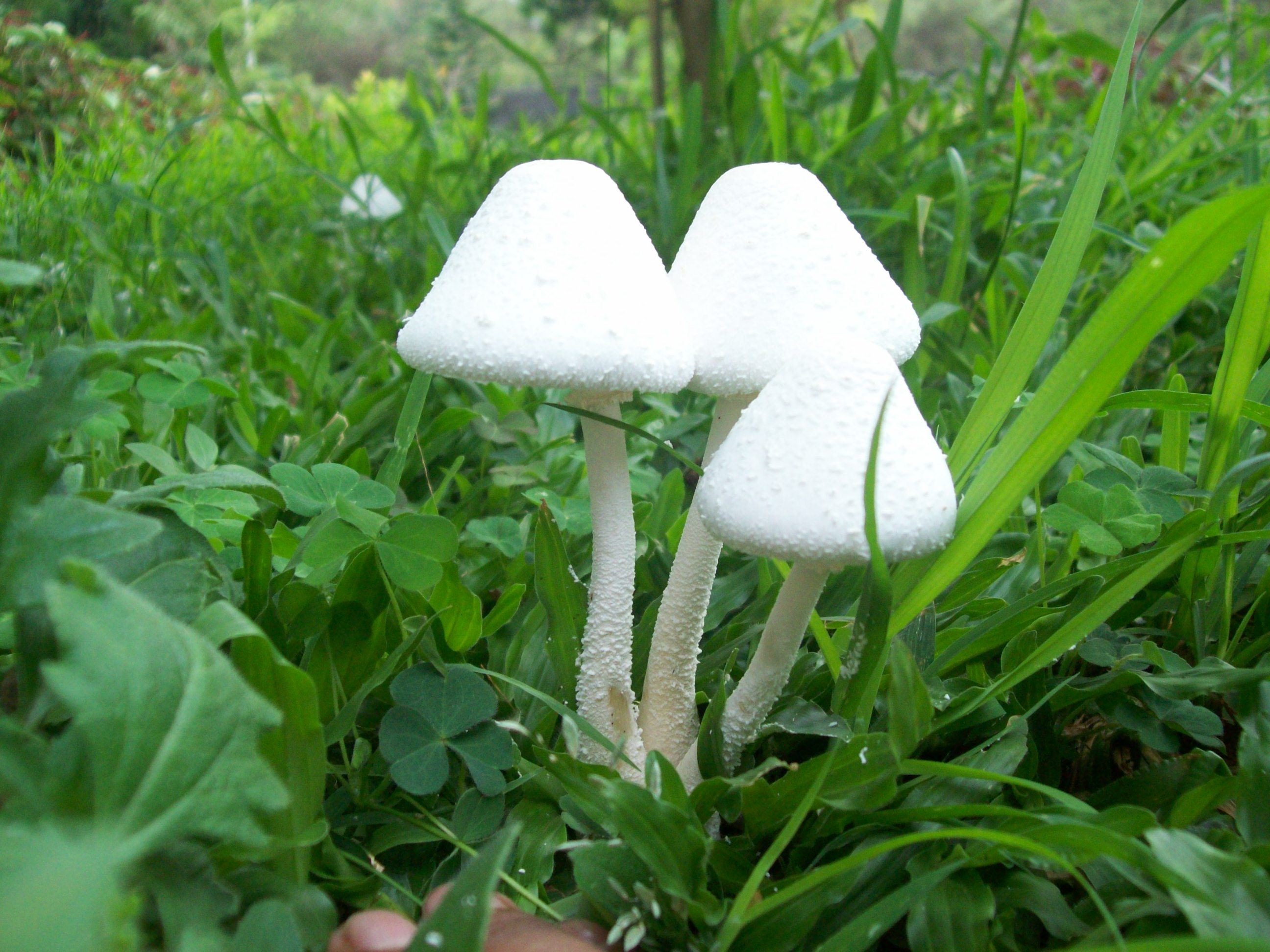

## Các loài
- Leucocoprinus badhamii
- Leucocoprinus biornatus
- Leucocoprinus brebissonii
- Leucocoprinus caldariorum
- Leucocoprinus cepistipes
- Leucocoprinus cretaceus
- Leucocoprinus cygneus
- Leucocoprinus discoideus
- Leucocoprinus flavescens
- Leucocoprinus fragilissimus
- Leucocoprinus holospilotus
- Leucocoprinus ianthinus
- Leucocoprinus medioflavus
- Leucocoprinus straminellus
- Leucocoprinus sulphurellus
- Leucocoprinus tenellus
- Leucocoprinus wynniae
- Leucocoprinus zeylanicus